# Akagondo
Akagondo är ett periodiskt vattendrag som ingår i gränsen mellan Burundi och Tanzania, ett biflöde till Ruwhiti.